# Militärfysiska institutet

Militärfysiska institutet, MFI, var en tidigare svensk forskningsinstitution verksam 1941–1945.

## Bakgrund
I början av andra världskriget diskuterades det i svenska fysikerkretsar hur man skulle kunna ställa modern fysikalisk kunskap till det svenska försvarets förfogande, eftersom man kunde se hur fysikens landvinningar i de krigförande länderna hade använts för att skapa nya vapen. Att Försvarsväsendets kemiska anstalt (FKA) redan fanns inom det kemiska området torde också ha varit en bidragande anledning.
Svenska nationalkommittén för fysik, Ingenjörsvetenskapsakademien (IVA) och Kungliga Vetenskapsakademien (KVA) samarbetade kring detta, med Rolf Sievert som drivande kraft, och resultatet blev MFI.

## Verksamhet

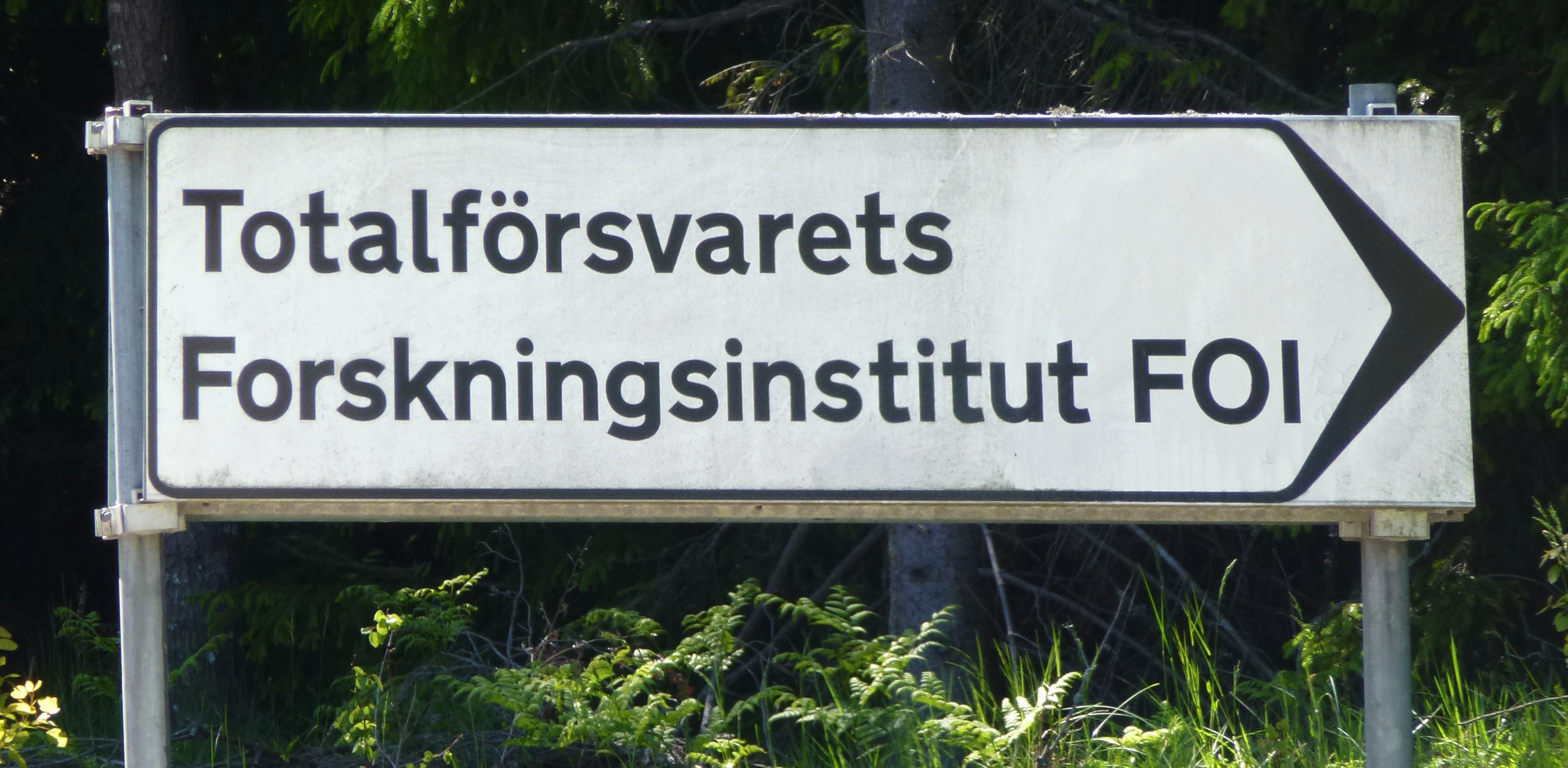
Skylt vid Grindsjön.

Verksamheten startade 1941 vid Grindsjöns sydvästra strand, i norra delen av Sorunda socken, nära gränsen mot Grödinge socken. Försöksområdet hade gjorts tillgängligt genom en markdonation "för naturvetenskaplig forskning för försvarets behov" av Olof Arrhenius, son till nobelpristagaren Svante Arrhenius. Institutet hade aldrig någon formell myndighetsstatus, utan utgjorde en samarbetsorganisation mellan universitetens fysikinstitutioner.
Här bedrevs forskning om bland annat pansarbrytande vapen och riktad sprängverkan, så kallad RSV. 
Tillsammans med en del av Statens uppfinnarnämnd (SUN) och myndigheten FKA, bildade MFI år 1945 den nya myndigheten  Försvarets forskningsanstalt (FOA).
Försöksområdet (skjutfält) vid Grindsjön, som grundades i och med bildandet av institutet, utvidgades så småningom till att omfatta 7,5 km², det döptes även sedermera till "Grindsjöns Forskningscentrum".